# Келис (Тарн и Гарона)
Келис (фр. Caylus) насеље је и општина у јужној Француској у региону Миди Пирене, у департману Тарн и Гарона која припада префектури Монтобан.
По подацима из 2011. године у општини је живело 1526 становника, а густина насељености је износила 15,77 становника/km². Општина се простире на површини од 96,79 km². Налази се на средњој надморској висини од 235 метара (максималној 385 m, а минималној 170 m).

## Демографија
| 1962. | 1968. | 1975. | 1982. | 1990. | 1999. | 2011. |
| ----- | ----- | ----- | ----- | ----- | ----- | ----- |
| 1.654 | 1.658 | 1.364 | 1.409 | 1.308 | 1.324 | 1.526 |

График промене броја становника у току последњих година